# Towarzystwo Filomatyczne

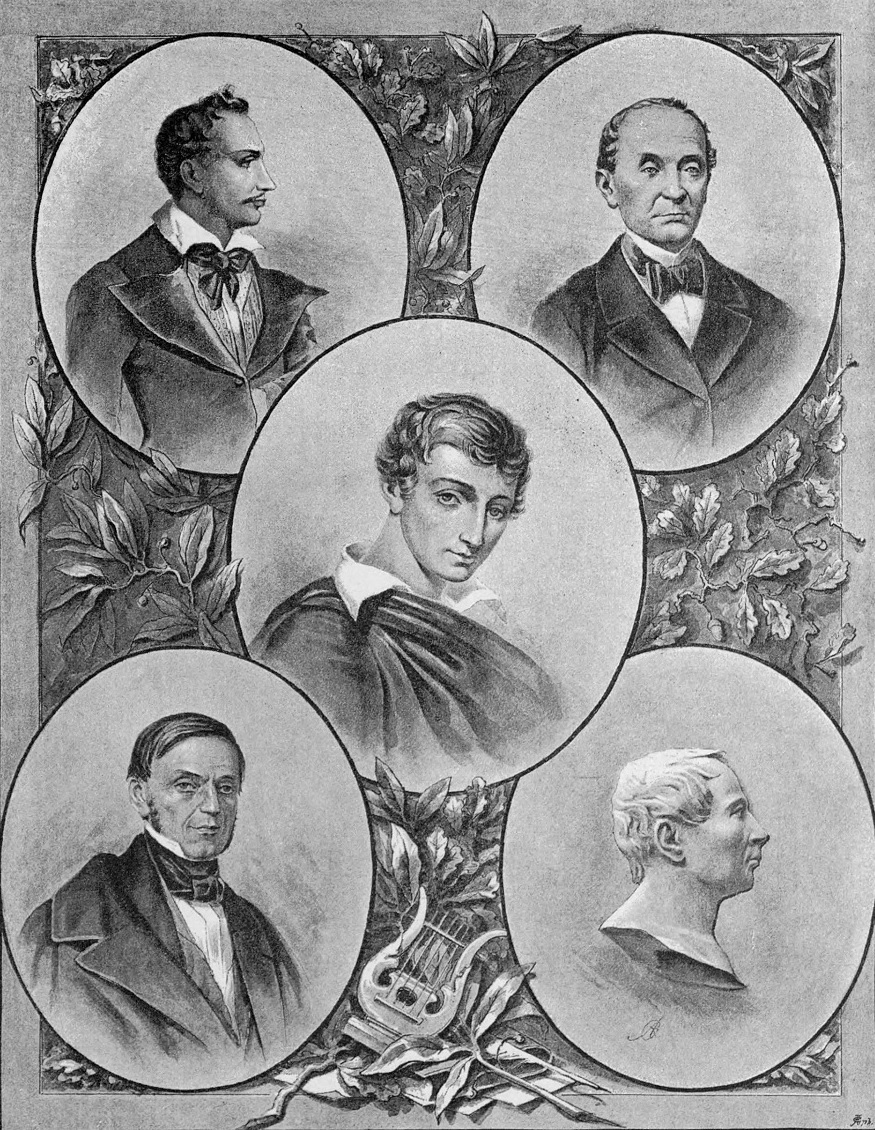
Filomaci i filareci

Towarzystwo Filomatyczne, potocznie: Towarzystwo Filomatów, filomaci (z gr. miłośnicy nauki) – polskie tajne stowarzyszenie studentów i absolwentów Uniwersytetu Wileńskiego działające w latach 1817–1821, a następnie bez nazwy i ze zmienioną organizacją wewnętrzną do 1823. Pierwotnym celem związku było samokształcenie, wzajemna pomoc w nauce oraz ćwiczenie się w sztuce pisania. Towarzystwo Filomatyczne wypracowało własny program moralny oraz stworzyło sieć związków zależnych o rozbudowanych celach i programie działania. Kres istnieniu Towarzystwa Filomatycznego położyło śledztwo w sprawie tajnych związków młodzieży i studentów Uniwersytetu Wileńskiego prowadzone przez kuratora Nikołaja Nowosilcowa w latach 1823–1824.
Członkami założycielami Towarzystwa Filomatycznego było sześciu zaprzyjaźnionych studentów: Józef Jeżowski (prezes), Erazm Poluszyński (wiceprezes i skarbnik), Tomasz Zan (sekretarz), Adam Mickiewicz, Onufry Pietraszkiewicz i Brunon Suchecki. Towarzystwo liczyło około 20 członków, wśród których byli m.in. Aleksander Bohatkiewicz, Aleksander Chodźko, Jan Czeczot, Ignacy Domeyko, Józef Kowalewski, Franciszek Malewski, Jan Sobolewski.
Związkami zależnymi od Towarzystwa Filomatycznego były: Towarzystwo Przyjaciół Pożytecznej Zabawy (Promieniści), Zgromadzenie Filaretów (Filareci), Związek Przyjaciół, Filadelfiści Błękitni.

## Geneza i cel Towarzystwa Filomatycznego
Towarzystwo Filomatów założone zostało 1 października/13 października 1817 r. przez sześciu studentów kierunków humanistycznych oraz ścisłych Uniwersytetu Wileńskiego. Byli to: Józef Jeżowski (prezydent), Adam Mickiewicz, Onufry Pietraszkiewicz, Erazm Poluszyński (wiceprezydent i kasjer), Brunon Suchecki oraz Tomasz Zan (sekretarz). Pomysł stworzenia związku studenckiego narodził się w wyniku prowadzonych od 1816 r. spotkań, na których przyszli filomaci podejmowali tematy naukowe, dzielili się uwagami na temat przeczytanych książek czy przedstawiali swoje pierwsze próby literackie. Na pierwszym posiedzeniu, odbytym 1 października 1817 r., towarzystwo przyjęło Ustawy Towarzystwa Filomatów, zawierające cel, zasady funkcjonowania oraz kwestie organizacyjne związku studenckiego, a także wybrało prezydenta, którym przez cały okres funkcjonowania towarzystwa był Józef Jeżowski. W początkowym okresie działania towarzystwo wyznaczyło sobie cel samokształceniowy, który w pełni ujęty został w tzw. Ustawach pierwszych: Ćwiczenia naukowe, mianowicie sztuka pisania, udzielanie wzajemnej w naukach pomocy są celem Towarzystwa Filomatycznego.
Poza tym, studenci poprzez osiągnięcia naukowe chcieli zwrócić na siebie uwagę władz uniwersyteckich, aby zapewnić sobie w przyszłości posady nauczycielskie na uczelni lub w podległych jej szkołach. Dodatkowym celem funkcjonowania związku było doskonalenie moralne, polegające na pracy nad własnym charakterem. Wzajemne relacje filomatów opierały się na równości wszystkich członków, przyjaźni, zaufaniu, wzajemnej pomocy.

## Statut i organizacja Towarzystwa Filomatów
Towarzystwo Filomatów funkcjonowało w ramach wypracowanych przez członków „ustaw” (statutów), które zmieniano trzykrotnie. Tzw. Ustawy pierwsze obowiązywały od 1 X 1817 r. do 23 VI 1818 r. Ustawy Towarzystwa Filomatycznego Wileńskiego tzw. Ustawy drugie odnosiły się do okresu od 23 VI 1818 r. do 25 VI 1819 r. Trzecią wersję ustaw wprowadzono 25 VI 1819 i stosowano do momentu przekształcenia Towarzystwa Filomatów w Towarzystwo bez nazwiska (15 X 1821 r.). Powodem częstych zmian ustaw było dążenie do wypracowania doskonalszej formy, potrzeba reorganizacji towarzystwa oraz zmiana metod i celu działania. 
Na czele Towarzystwa Filomatów stał prezydent. Ustawy pierwsze przewidywały również funkcję wiceprezydenta, będącego jednocześnie kasjerem, a także sekretarza. Urzędnicy stanowili Rząd Towarzystwa Filomatów. Członkowie dzielili się na czynnych oraz korespondentów. Co tydzień odbywały się posiedzenia, na których odczytywano przygotowane przez członków pisma oryginalne lub tłumaczone, wierszem lub prozą, w rodzaju bądź poważnym i uczonym, bądź wesołym i do zabawy służącym. Przewidziano również inne rodzaje posiedzeń w zależności od rozpatrywanych spraw.
Ustawy drugie wprowadziły podział na dwa wydziały Towarzystwa Filomatów: wydział literacki i nauk moralnych oraz wydział fizyczno-matematyczny i medyczny. Celem związku stało się doskonalenie się własne oraz wzmaganie powszechnego oświecenia. W Ustawach trzecich natomiast zawarto jasno program narodowy, a głównym celem stała się praca dla dobra i pomyślności kraju.

## Program moralny i działalność społeczna
Filomaci dążyli do doskonalenia moralnego. Cnota rozumiana jako dzielność moralna, siła charakteru stanowiła podstawę dla podejmowanych działań wśród uczniów i w społeczeństwie. Wielu filomatów pracowało w zawodzie nauczyciela, co umożliwiało im podejmowanie działań wśród młodzieży, kształtowanie charakteru uczniów i ugruntowywanie poczucia tożsamości narodowej. Filomaci głosili potrzebę solidaryzmu społecznego i wspólnej pracy dla dobra kraju. Opowiadali się przeciwko egoizmowi społecznemu. Działacze wileńscy postulowali pielęgnowanie tradycji narodowej oraz kultury. Opowiadali się za rozwojem szkół i szkółek. Podejmowali oni inicjatywy tworzenia klubów obywatelskich, zajmujących się rozpowszechnianiem czytelnictwa w mniejszych miejscowościach.

## Kwestia tajności Towarzystwa Filomatów
Związek wileńskich studentów, na początku funkcjonowania, nie miał charakteru konspiracyjnego. Tajność miała zapewnić członkom izolację od świata zewnętrznego, od świata dorosłych i rówieśników, którzy nie zrozumieliby wzniosłych ideałów filomackich. Wraz z podjęciem kwestii narodowych oraz z wyznaczeniem związkowi celów patriotycznych charakter tajności zmienił się. Od tej pory towarzystwo zmuszone było do zachowywania wszelkich czynności w tajemnicy, gdyż prowadzona przez nie działalność oświecania społecznego i kultywowania tradycji była zakazana przez władze carskie.

## Kres istnienia Towarzystwa Filomatów
Towarzystwo Filomatów zostało odkryte w lutym 1824 r. w trakcie śledztwa Nikołaja Nowosilcowa w sprawie tajnego ruchu studenckiego na Uniwersytecie Wileńskim. W wyniku procesu dziesięciu filomatów, będących nauczycielami, zostało zesłanych do guberni rosyjskich na czas nieokreślony, gdzie zostali oddani do dyspozycji Ministra Spraw Duchownych i Oświecenia. Tomasz Zan z uwagi na to, że wziął na siebie całą odpowiedzialność za powstanie i kierowanie Związkami Filomatów i Filaretów został skazany na roczny pobyt w twierdzy. Wyrok wydany przez komitet, zatwierdził Aleksander I 14 VIII 1824 r.